# Право на Надію
«Право на Надію» — український фільм 2008 року режисера Тараса Ткаченка.

## Зміст
Аспірант Іван зустрічає гарну молоду студентку Христину. Здавалося б, нічого не стоїть на шляху їхнього щастя, але Іван закохується у матір дівчини. Тепер йому не потрібні ні однолітки, ні професійна діяльність, але чи всі адекватно сприймуть таку різницю у віці коханих?

## У ролях
- Дмитро Суржиков — Іван Зав'ялов
- Світлана Рябова — Надія
- Олександр Пороховщиков — Вадим Сергійович
- Олексій Тритенко — Ілля, друг Івана
- Ганна Тамбова — Христина, дочка Надії
- Фатіма Горбенко — Марина, подруга Христини, дівчина Іллі
- Олег Примогенов — Павло, батько Христини
- Валентина Іщенко — Олена Федорівна, мати Івана
- Алла Сергійко — Таїсія, колега Надії